# Episodi di Super Vicki (terza stagione)
Di seguito una lista degli episodi della terza stagione della serie televisiva Super Vicki, presenti con più tabelle per i vari ordini di produzione, trasmissione italiana e trasmissione originale.
L'ordine di produzione è da considerarsi più affidabile a livello narrativo dell'ordine di trasmissione originale, per evitare incongruenze con eventi non ancora accaduti.
In Italia l'ordine di trasmissione coincide quasi del tutto con quello di produzione, tranne che per l'assenza di 4 episodi (spostati nella 4ª e doppiati in quel blocco) e di quei 2 provenienti dalla 4ª ("Chi è di scena?" e "Il compito di Jamie") doppiati insieme a quelli di 3ª e trasmessi comunque per ordine di produzione ma in coda alla 3ª stagione, gli episodi provenienti dalla 3ª ma doppiati insieme alla 4ª sono stati trasmessi in Italia nella stessa stagione ma per primi.
Il motivo di questa scelta è probabilmente da imputare a fini pubblicitari, in quanto l'episodio della 4ª stagione "Chi è di scena?" fa pubblicità alla fondazione Ronald Mc Donald House (è anche il titolo originale dell'episodio) mentre l'episodio "Il compito di Jamie" (Book-it) molto probabilmente doveva servire a pubblicizzare un evento in corso in quel momento (gli attori Jerry Supiran, Tiffany Brissette e Emily Shulman indossarono delle spillette a tema in una foto) e per fini pubblicitari devono aver deciso di trasmetterli immediatamente anche se la 4ª stagione era ancora in fase di produzione in quel momento.
Per creare simmetria infine e creare due stagioni di 24 episodi ciascuna poi 4 episodi provenienti dalla 3ª sono stati spostati durante la 4ª.
I titoli degli episodi sono stati verificati tramite gli archivi online dei giornali d'epoca, contenenti i palinsesti televisivi.

## Episodi in ordine di produzione
| nº | Titolo originale                                 | Titolo italiano                      | Prima TV USA      | Prima TV Italia |
| -- | ------------------------------------------------ | ------------------------------------ | ----------------- | --------------- |
| 1  | Here Today, Gone Tomorrow                        | Il computer non sbaglia              | 16 gennaio 1988   |                 |
| 2  | It's Okay to Say No                              | Vicki e Jamie contro gli spacciatori | 10 ottobre 1987   |                 |
| 3  | Woodward and Bernstein                           | La gara di giornalismo               | 12 settembre 1987 |                 |
| 4  | Bye Bye Brindles                                 | Chi la fa l'aspetti                  | 23 gennaio 1988   |                 |
| 5  | Oooga Mooga                                      | Recita di beneficenza                | 5 dicembre 1987   |                 |
| 6  | Bride and Groom                                  | Primo amore                          | 3 ottobre 1987    |                 |
| 7  | Read my Lips                                     | La buona azione                      | 17 ottobre 1987   |                 |
| 8  | The Bad Seed                                     | Il super-robot                       | 7 novembre 1987   |                 |
| 9  | The Bank Job                                     | Nelle mani del bandito               | 28 novembre 1987  |                 |
| 10 | Safety First                                     | Infortuni domestici                  | 14 maggio 1988    |                 |
| 11 | I'll Drink to That                               | Un bicchiere di troppo               | 20 febbraio 1988  |                 |
| 12 | Everyone Into the Pool                           | Una nuova piscina                    | 19 settembre 1987 |                 |
| 13 | Big J. the D.J.                                  | Conoscenze famose                    | 27 febbraio 1988  |                 |
| 14 | Whodunit?                                        | Chi è stato?                         | 26 settembre 1987 |                 |
| 15 | The Gang's All Here                              | Un club per Jamie                    | 1 ottobre 1988    |                 |
| 16 | The Promotion                                    | La promozione                        | 24 ottobre 1987   |                 |
| 17 | The Fats of Life                                 | Il primo ballo                       | 21 novembre 1987  |                 |
| 18 | Breakfast of Criminals                           | La pubblicità                        | 14 novembre 1987  |                 |
| 19 | For Sale by Robot                                | Agenzia immobiliare                  | 30 gennaio 1988   |                 |
| 20 | The Lawsonville Horror                           | La casa stregata                     | 31 ottobre 1987   |                 |
| 21 | When You Hear the Beep                           | Reggie si innamora                   | 21 maggio 1988    |                 |
| 22 | Love at First Byte                               | Una storia d'amore                   | 29 ottobre 1988   |                 |
| 23 | The Strike                                       | Scioperi a catena                    | 6 maggio 1989     |                 |
| 24 | The Rock Band                                    | Il gruppo rock                       | 30 aprile 1988    |                 |
| 25 | The Russians are Coming, the Russians are Coming | Arrivano i russi...                  | 13 febbraio 1988  |                 |
| 26 | The Neighbor's Wife                              | La moglie del vicino                 | 20 maggio 1989    |                 |

## Episodi in ordine di trasmissione italiana
| nº | Titolo originale                                 | Titolo italiano                      | Prima TV USA      | Prima TV Italia |
| -- | ------------------------------------------------ | ------------------------------------ | ----------------- | --------------- |
| 1  | Here Today, Gone Tomorrow                        | Il computer non sbaglia              | 16 gennaio 1988   |                 |
| 2  | It's Okay to Say No                              | Vicki e Jamie contro gli spacciatori | 10 ottobre 1987   |                 |
| 3  | Woodward and Bernstein                           | La gara di giornalismo               | 12 settembre 1987 |                 |
| 4  | Bye Bye Brindles                                 | Chi la fa l'aspetti                  | 23 gennaio 1988   |                 |
| 5  | Oooga Mooga                                      | Recita di beneficenza                | 5 dicembre 1987   |                 |
| 6  | Bride and Groom                                  | Primo amore                          | 3 ottobre 1987    |                 |
| 7  | Read my Lips                                     | La buona azione                      | 17 ottobre 1987   |                 |
| 8  | The Bad Seed                                     | Il super-robot                       | 7 novembre 1987   |                 |
| 9  | The Bank Job                                     | Nelle mani del bandito               | 28 novembre 1987  |                 |
| 10 | Safety First                                     | Infortuni domestici                  | 14 maggio 1988    |                 |
| 11 | I'll Drink to That                               | Un bicchiere di troppo               | 20 febbraio 1988  |                 |
| 12 | Everyone Into the Pool                           | Una nuova piscina                    | 19 settembre 1987 |                 |
| 13 | Big J. the D.J.                                  | Conoscenze famose                    | 27 febbraio 1988  |                 |
| 14 | Whodunit?                                        | Chi è stato?                         | 26 settembre 1987 |                 |
| 15 | The Promotion                                    | La promozione                        | 24 ottobre 1987   |                 |
| 16 | The Fats of Life                                 | Il primo ballo                       | 21 novembre 1987  |                 |
| 17 | Breakfast of Criminals                           | La pubblicità                        | 14 novembre 1987  |                 |
| 18 | For Sale by Robot                                | Agenzia immobiliare                  | 30 gennaio 1988   |                 |
| 19 | The Lawsonville Horror                           | La casa stregata                     | 31 ottobre 1987   |                 |
| 20 | When You Hear the Beep                           | Reggie si innamora                   | 21 maggio 1988    |                 |
| 21 | The Rock Band                                    | Il gruppo rock                       | 30 aprile 1988    |                 |
| 22 | The Russians are Coming, the Russians are Coming | Arrivano i russi...                  | 13 febbraio 1988  |                 |
| 23 | Ronald McDonald House                            | Chi è di scena?                      | 6 febbraio 1989   |                 |
| 24 | Book-it                                          | Il compito di Jamie                  | 7 maggio 1988     |                 |

## Episodi in ordine di trasmissione originale
| nº | Titolo originale                                 | Titolo italiano                      | Prima TV USA      | Prima TV Italia |
| -- | ------------------------------------------------ | ------------------------------------ | ----------------- | --------------- |
| 1  | Woodward and Bernstein                           | La gara di giornalismo               | 12 settembre 1987 |                 |
| 2  | Everyone Into the Pool                           | Una nuova piscina                    | 19 settembre 1987 |                 |
| 3  | Whodunit?                                        | Chi è stato?                         | 26 settembre 1987 |                 |
| 4  | Bride and Groom                                  | Primo amore                          | 3 ottobre 1987    |                 |
| 5  | It's Okay to Say No                              | Vicki e Jamie contro gli spacciatori | 10 ottobre 1987   |                 |
| 6  | Read my Lips                                     | La buona azione                      | 17 ottobre 1987   |                 |
| 7  | The Promotion                                    | La promozione                        | 24 ottobre 1987   |                 |
| 8  | The Lawsonville Horror                           | La casa stregata                     | 31 ottobre 1987   |                 |
| 9  | The Bad Seed                                     | Il super-robot                       | 7 novembre 1987   |                 |
| 10 | Breakfast of Criminals                           | La pubblicità                        | 14 novembre 1987  |                 |
| 11 | The Fats of Life                                 | Il primo ballo                       | 21 novembre 1987  |                 |
| 12 | The Bank Job                                     | Nelle mani del bandito               | 28 novembre 1987  |                 |
| 13 | Oooga Mooga                                      | Recita di beneficenza                | 5 dicembre 1987   |                 |
| 14 | Here Today, Gone Tomorrow                        | Il computer non sbaglia              | 16 gennaio 1988   |                 |
| 15 | Bye Bye Brindles                                 | Chi la fa l'aspetti                  | 23 gennaio 1988   |                 |
| 16 | For Sale by Robot                                | Agenzia immobiliare                  | 30 gennaio 1988   |                 |
| 17 | Ronald McDonald House                            | Chi è di scena?                      | 6 febbraio 1989   |                 |
| 18 | The Russians are Coming, the Russians are Coming | Arrivano i russi...                  | 13 febbraio 1988  |                 |
| 19 | I'll Drink to That                               | Un bicchiere di troppo               | 20 febbraio 1988  |                 |
| 20 | Big J. the D.J.                                  | Conoscenze famose                    | 27 febbraio 1988  |                 |
| 21 | The Rock Band                                    | Il gruppo rock                       | 30 aprile 1988    |                 |
| 22 | Book-it                                          | Il compito di Jamie                  | 7 maggio 1988     |                 |
| 23 | Safety First                                     | Infortuni domestici                  | 14 maggio 1988    |                 |
| 24 | When You Hear the Beep                           | Reggie si innamora                   | 21 maggio 1988    |                 |

### Il computer non sbaglia
- Titolo originale: Here Today, Gone Tomorrow
- Diretto da: Selig Frank
- Scritto da: Stephen Langford

#### Trama
Ted collega il conto in banca al suo PC ed insegna a Vicki come usarlo per pagare le bollette, fraintendendo una discussione con Joan comunica alla banca di sospendere il conto del padre in quanto deceduto, la burocrazia della banca non ammette un errore del computer, per convincerli di essere ancora vivo organizza un funerale fasullo "resuscitando" dalla bara.
- Nota: Questo è l'ultimo episodio dove compare Bonnie, la moglie di Brandon Brindle interpretata dall'attrice Edie McClurg, successivamente verrà solo citata e l'invadenza del suo personaggio verrà replicata da Ida Mae, la sorella di Brandon.

### Vicki e Jamie contro gli spacciatori
- Titolo originale: It's Okay to Say No
- Diretto da: Bob Claver
- Scritto da: Matt Geller

#### Trama
Ted riesce ad implementare in Vicki un processore polinucleotide per permetterle di mangiare, il processore può separare i liquidi dai solidi, i liquidi raffredderanno i circuiti, i solidi creeranno energia e sottoprodotti, ma a scuola verrà avvicinata da un tossicodipendente spacciatore, nascondendo goffamente le pillole di droga verranno trovate da Joan che penserà siano di Jamie, ma ben presto si scoprirà essere Vicki la vittima dello spacciatore, allertato il preside Bryant e la polizia, Vicki e Jamie tenderanno una trappola allo spacciatore per arrestarlo.
- Nota: Nonostante sia accreditata nei titoli di testa, Harriet in questo episodio non compare.

### La gara di giornalismo
- Titolo originale: Woodward and Bernstein
- Diretto da: Leslie H. Martinson
- Scritto da: Bobby Herbeck

#### Trama
Jamie e Reggie tentano di vincere la gara di giornalismo a scuola, ma devono trovare un articolo sensazionale. Krissy, la nuova compagna di classe scherzando con Vicki afferma che la mensa scolastica serva carne di somaro, sentendolo ripetere da Vicki scrivono ciò nell'articolo, il preside la considera un'accusa gravissima, di conseguenza Jamie e Reggie vengono puniti a leggere e riassumere tutto il libro "Tutti gli uomini del presidente" scritto da Woodward e Bernstein, i due famosi giornalisti in cui si identificavano.
Tornando a casa dei Lawson Vicki scopre che Krissy è una bambina scomparsa, perché la sua foto si trova sulla busta del latte, spaventata corre a casa da suo padre, si scoprirà che in realtà il padre l'aveva rapita dopo aver perso la causa sull'affidamento, sarà questo l'articolo che scriveranno Reggie e Jamie stavolta e così vinceranno la gara di giornalismo!
- Nota: Nonostante sia accreditata nei titoli di testa, Harriet in questo episodio non compare.

### Chi la fa l'aspetti
- Titolo originale: Bye Bye Brindles
- Diretto da: Selig Frank
- Scritto da: Selig Frank

#### Trama
Per convincere Brandon a traslocare dopo un litigio fanno smuovere a Vicki la casa dall'esterno, facendogli credere che esista una faglia sismica sotto l'intero quartiere, facendogli credere di voler essere i primi a vendere la casa per evitare il deprezzamento, allora Brandon, attaccato al denaro, li implora di poter vendere la sua casa per primo, così pensano di essersene liberati, ma il nuovo proprietario sarà un rockettaro rumoroso e padre di 2 figli che avranno una cattiva influenza su Jamie e Vicki, di conseguenza convinceranno Brandon a ricomprare la sua casa dicendogli che in comune avessero rettificato che la faglia in realtà dipendeva da un giacimento di petrolio sotto le loro case e che ciò li avrebbe tutti resi ricchissimi molto presto.

### Recita di beneficenza
- Titolo originale: Oooga Mooga
- Diretto da: Leslie H. Martinson
- Scritto da: Warren Murray e Bruce Kane

#### Trama
Minacciando il licenziamento, Brandon convince Ted ad iscriversi al suo club dei Kariboo, degli strani tizi che si mettono dei berretti con le corna di alce e che fanno il verso "Oooga Mooga!", inoltre la compagnia per cui lavora Ted organizzerà una recita di beneficenza a cui parteciperanno anche Joan e Vicki fingendo di essere bamboline danzanti a carica a dimensione naturale, dopo che Brandon aveva danneggiato quella vera prestata dal negozio per la recita, mentre Jamie si esibirà in giochi di prestigio con Harriet come assistente (sotto ricatto ovviamente).

### Primo amore
- Titolo originale: Bride and Groom
- Diretto da: Selig Frank
- Scritto da: Bernard Burnell Mack (soggetto), Warren Murray e Bruce Kane (sceneggiatura)

#### Trama
Karen Jennings, la figlia del nuovo boss di Ted vorrebbe sposare Jamie, col sostegno dei suoi genitori, Harold e Cynthia Jennings, che prendono troppo seriamente la questione del matrimonio, inoltre venendo a parlare con Ted e Joan portano con loro anche il figlio minore Chip, che intende sposare Vicki, a quel punto Ted e Joan diventano furibondi e le proposte di matrimonio saltano, anche Jamie ne è felice, in quanto scopre che l'obiettivo di Karen era quello di sposare un ragazzo da lei considerato senza spina dorsale per poterlo dominare come la madre ha fatto con suo padre e che inoltre avrebbe dovuto per forza studiare da medico per diventare un uomo facoltoso per poterle assicurare una vita di lussi.

### La buona azione
- Titolo originale: Read my Lips
- Diretto da: Leslie H. Martinson
- Scritto da: Matt Geller

#### Trama
Jamie vuole fare una buona azione come membro dei lupetti e decide di farsi amico Josh, un ragazzo sordomuto, quando scopre che quello era il motivo Josh si arrabbia con Jamie, ma accetterà le sue scuse quando si chiarirà dicendogli di voler comunque essere per davvero suo amico. 

### Il super-robot
- Titolo originale: The Bad Seed
- Diretto da: Bob Claver
- Scritto da: David Silverman e Stephen Sustarsic

#### Trama
Ted crea Vanessa, copia evoluta di Vicki, capace anche di prendere decisioni da sola, oltre che ad avere una parlata naturale. Ma ben presto si scoprirà che si tratta di una robottina arrogante e presuntuosa, che si rifiuterà di ubbidire agli ordini degli umani, che considera inferiori, anche ricorrendo alla forza. Mentre era in procinto di intrappolarli in casa e di darle fuoco come aveva visto fare ad una bambina cattiva in un film in televisione, scopre che Ted sta cercando di spegnerla (tramite un colpo in testa, con lo stesso pulsante presente anche sulla testa di Vicki) per smantellarla, ma si scambia i vestiti con Vicki, ordinandole di non dire una parola, Ted nella foga di spegnerla non presta caso al fatto che sia stata molto silenziosa e la smantella, ordina alla falsa Vicki di portare la valigia contenente la vera Vicki in garage, ma Jamie scopre l'impostora quando chiama Harriet con un nickname che aveva detto solo in presenza sua e di Vanessa. Ma in ogni caso Vanessa torna dal garage con una corda, li lega insieme e mentre sta per dare fuoco alla casa Ted stuzzica la sua presunzione portandola a battersi un colpo in testa per farle provare di essere in grado di compiere giochetti con le braccia e la faccia tipici degli esseri umani. Di conseguenza Vicki verrà riassemblata.

### Nelle mani del bandito
- Titolo originale: The Bank Job
- Diretto da: Bob Claver
- Scritto da: Paul Hunter

#### Trama
Vicki, Jamie ed Harriet rimangono ostaggi di un rapinatore in banca, Ted e Brandon, a casa col morbillo, vedono la notizia al TG e corrono alla banca, alla fine Vicki strappa la pistola dalle mani del rapinatore attirandola a sé con la sua "Personalità magnetica"
- Nota: È interessante notare che Ted non si fosse mai vaccinato contro il morbillo (nonostante il vaccino fosse già in uso come testimonia il fatto stesso che Jamie lo fosse), mentre nell'episodio "La cura dimagrante" della prima stagione, in una fase di ipocondria, si fosse premunito di diversi medicinali ed integratori, tra cui un vaccino antinfluenzale, che come è risaputo è anche di scarsa durata, ma non si fosse preoccupato di vaccinarsi per una malattia ben più grave come il morbillo.

### Infortuni domestici
- Titolo originale: Safety First
- Diretto da: Leslie H. Martinson
- Scritto da: Ken Steele

#### Trama
Vicki, mostrando la manovra di Heimlich a Brandon viene accusata di avergli troncato il collo ed intende denunciarli per farsi risarcire in denaro, ma si scoprirà l'imbroglio con uno stratagemma per dimostrare che non sia affatto infortunato.

### Un bicchiere di troppo
- Titolo originale: I'll Drink to That
- Diretto da: Bob Claver
- Scritto da: Bill Daley

#### Trama
Ted ottiene un aumento. Mentre festeggia con uno champagne, arriva la signora Fernwald, che si era occupata dell'adozione di Vicki (episodio 10 della 1ªstagione) e fraintende credendo che Ted sia diventato un alcolizzato. Costretto a rivolgersi all'alcolisti anonimi, infine riesce a dimostrare di "aver risolto i suoi problemi con l'alcool" alla signora Fernwald, mentre Jamie torna da un disastroso appuntamento, che Harriet gli aveva estorto facendogli credere che fosse stato Brandon a concedere l'aumento a Ted e che avrebbe potuto toglierglielo se non fossero usciti insieme.

### Una nuova piscina
- Titolo originale: Everyone Into the Pool
- Diretto da: Bob Claver
- Scritto da: Judy Bustany e Dawn Aldredge

#### Trama
Ted acquista una piscina che monta in cortile, Brandon ed Harriet ovviamente si autoinvitano, Harriet rischia annegare in piscina e viene aiutata a risalire sulla scaletta da Vicki, Harriet decide di sdebitarsi, ma esagerando e volendo fare il bucato dei Lawson rovina i loro indumenti, quindi cercando di convincere Brandon che la responsabilità sia troppo gravosa per la bambina, a quel punto allora si offre di sdebitarsi per Harriet, ma le cose peggiorano, quindi Ted inscena un finto annegamento e convince Brandon di averlo salvato, il debito quindi è chiuso. Ted e Joan sono al supermercato, facendo uscire Harriet dalla piscina Vicki cade in acqua, spegnendosi. Brandon insiste per portarla all'ospedale, in ospedale le lastre (a cui non vogliono credere) mostrano i circuiti interni, quando arrivano Ted e Joan convincono il dottore che si tratti di uno scherzo e di andare a cercare le vere lastre, scoprendole il pannello posteriore Ted vede i circuiti zuppi d'acqua e spera di far evaporare l'acqua riattivandola col calore generato dai circuiti, sembra funzionare, anche se la sua scheda audio si è bruciata e parla con effetto eco, ma nel frattempo Brandon era svenuto vedendo per caso il pannello e risvegliatosi, per sviare il discorso lo elogiano per averle salvato la vita, a quel punto si vanta di avere i Lawson come debitori, chiedendogli dei servizi, Ted a quel punto lo minaccia di prenderlo a bastonate con una stampella, così Brandon rinuncia a farsi ripagare il debito, ma affermando di non avere più alcuna intenzione di prestargli soccorso in caso di necessità.

### Conoscenze famose
- Titolo originale: Big J. the D.J.
- Diretto da: Selig Frank
- Scritto da: Pat Niedzialek e Cecile Alch

#### Trama
Jamie vuole vincere il concorso radio da D.J. a scuola, scoprendo che Vicki è in grado di fare qualsiasi voce abbia sentito alla televisione decide di farla parlare al telefono in trasmissione come Lyle Alzado, un famoso giocatore di football, affermando che si tratti di un suo amico. Caso vuole che si trovi in una scuola vicina e che venga a smascherare Jamie. Viene invitato a cena da Jamie e per Ted è una bella sorpresa, perché Brandon ha presentato la sua sorella Ida Mae che oltre ad essere invadente come Brandon, si vanta anche di conoscere decine di personaggi famosi (anzi, forse tutti) compreso lui e Ted intende smascherarla. E la cosa incredibile è che aveva sempre detto la verità, perché lei ed Alzedo sono grandissimi amici, anzi, fu lei a suggerirgli di giocare a football!

### Chi è stato?
- Titolo originale: Whodunit?
- Diretto da: Leslie H. Martinson
- Scritto da: Steve Granat e Mel Sherer

#### Trama
Jamie è sempre più innamorato della compagna di scuola Jessica, con cui ha anche avuto alcuni appuntamenti in passato. Ma la ragazza è molto snob e trova imbarazzanti le dichiarazioni pubbliche di Jamie, cercando di scriverle una lettera d'amore col profumo della madre contenuto nella cartellina, vede arrivare qualcuno e si nasconde sotto la cattedra. Joan lo accusa di aver rubato le risposte al compito in classe che si sarebbe svolto pochi giorni dopo, ma con la macchina della verità (Vicki) scopre chiedendo a tutti i compagni di classe che è stata proprio Jessica a rubare le risposte, per comprare il suo silenzio e fargli prendere la colpa gli promette di fidanzarsi con lui, ma Harriet gli dice di averla vista con Ernie, un ragazzo superficiale e vanitoso quanto lei, quindi Jamie per costringerla a confessare (dopo che ormai si era preso la colpa per amor suo) si concia da "secchione" ed annuncia a tutta la classe di essere il suo fidanzatino, a quel punto la confessione le verrà naturale.

### Un club per Jamie
- Titolo originale: The Gang's All Here
- Diretto da: Selig Frank
- Scritto da: Stan Cutler

#### Trama
Jamie vuole entrare nel club dei teschi urlanti perché si tratta di una banda molto temuta a scuola, ovviamente i teppisti del gruppo non sono d'accordo, ma Vicki lo protegge, sollevando Bestia, il capogruppo, che allora decide di farli entrare nella banda per sfruttare la forza di Vicki. Ma intenderà sfruttare Jamie come palo per dei furti, che ovviamente vorrà uscire dalla banda e per questo verrà punito con un pugno in un occhio. Ma i ragazzi della scuola (ed il preside) prenderanno il coraggio di Jamie da esempio e la banda verrà espulsa da scuola!
- Nota: L'episodio viene trasmesso durante la quarta stagione in Italia e negli Stati Uniti, seppur sia stato prodotto durante la terza, quindi Vicki mostra una voce più matura nel doppiaggio italiano, tipica della quarta stagione.
- Nota: Nonostante sia accreditata nei titoli di testa, Harriet in questo episodio non compare.

### La promozione
- Titolo originale: The Promotion
- Diretto da: Leslie H. Martinson
- Scritto da: David Silverman e Stephen Sustarsic

#### Trama
Ted vuole ottenere una promozione dal signor Jennings mostrandogli la verità su Vicki, ma Brandon, interessato alla promozione anche lui, ordina ad Harriet di convincere Vicki a comportarsi da maleducata col signor Jennings, che stima solo i bambini beneducati, quindi Ted non potrà dirgli la verità, in quanto Vicki sarebbe comunque una delusione per il signor Jennings, dopo le birichinate commesse sotto consiglio di Harriet. Sarà Brandon ad ottenere la promozione, ma al polo nord! 

### Il primo ballo
- Titolo originale: The fats of life
- Diretto da: Bob Claver
- Scritto da: Stan Cutler

#### Trama
Precedentemente Ted aveva implementato un "apparato digerente" in Vicki, in grado di farla mangiare per trasformare il cibo in energia, ma da sola non era in grado di sapere quando fosse il momento di farlo, di conseguenza le installa un regolatore, per istigarle un "senso di appetito" quando il livello di carica scenderà sotto una certa soglia, non è stata regolata molto bene e di conseguenza mangia moltissimo. Viene invitata da Ernie (già occupato con Jessica) ad andare al ballo con lui, di conseguenza scarica Jessica. Anche Warren però voleva portare al ballo Vicki. Nel pomeriggio Vicki ha mangiato talmente tanto da essersi gonfiata come una balena, Ernie, superficiale, la scarica dicendo di voler tornare da Jessica. Warren comunque non è affatto inorridito dall'aspetto di Vicki e vorrebbe comunque portarla al ballo, anche se non potrebbe lasciare sua sorella a casa da sola, commosso dal gesto Jamie si offre di invitare la sorella di Warren, che non è molto bella, ma la sera del ballo scopre di essere stato scaricato, proprio lui, da una ragazza occhialuta e non molto attraente! Nel frattempo Vicki è stata riparata, il regolatore adesso funziona come dovrebbe ed è tornata normale, Warren si scusa per il comportamento della sorella, ma rassicura Jamie di avergli trovato un'altra ragazza, aprendo alla porta, convinto fosse una racchietta scelta da Warren scopre invece con sorpresa che si tratta di Jessica, che non ha perdonato il comportamento di Ernie, i sogni di Jamie si sono avverati!

### La pubblicità
- Titolo originale: Breakfast of Criminals
- Diretto da:
- Scritto da:

#### Trama
Essendo molto brava a replicare la pubblicità in TV, Vicki viene adocchiata da un produttore per recitare per la pubblicità dei cereali per bambini. Ma Vicki assaggiando uno solo dei cereali riesce risalire agli ingredienti e alle percentuali contenute in essi, che si scoprono essere pieni di zucchero, rifiutandosi di fare parte dello spot di cereali tanto nocivi per i bambini i Lawson si fingono dei fanatici desiderosi di far apparire la figlia ovunque e di volersi intromettere nella regia, così il produttore rinuncia a trasmettere lo spot di Vicki, stufo del comportamento "invadente" dei genitori.

### Agenzia immobiliare
- Titolo originale: For Sale by Robot
- Diretto da: Leslie H. Martinson
- Scritto da: Steve Granat e Mel Sherer

#### Trama
Joan vuole tentare di diventare un'agente immobiliare, Scherzando con Ted fingendo di vendergli la casa (che firma un contratto in bianco) viene poi imitata da Vicki quando giungono i suoi primi clienti a casa, finendo per vendergli la loro casa, grazie anche alla precedente firma di Ted. Per convincerli a recedere il contratto li convince che la casa sia in pessime condizioni (grazie alla forza sovrumana di Vicki) e il piano ha successo.
- Nota: Nonostante sia accreditata nei titoli di testa, Harriet in questo episodio non compare.

### La casa stregata
- Titolo originale: The Lawsonville horror
- Diretto da: Selig Frank
- Scritto da: David Ruprecht (soggetto); Dick Christie e Tom Amundsen (sceneggiatura)

#### Trama
Durante un temporale Vicki riaccende il contatore della luce e proprio in quel momento un fulmine si abbatte sulla casa, mandandola in sovraccarico. Strani eventi si verificano in casa, oggetti che si muovono da soli e televisore che cambia canale da solo. Chiamando i parapsicologi scoprono che la fonte di tutto è Vicki, anche se gli acchiappafantasmi pensano sia posseduta. Ted invece capisce che il sovraccarico ha deviato il suo fascio magnetico, infatti gli oggetti che si muovevano da soli erano tutti di metallo. Per mandare via i parapsicologi Vicki al buio proietta un finto fantasma che fingerà di farsi intrappolare da un loro marchingegno.

### Reggie si innamora
- Titolo originale: When You Hear the Beep
- Diretto da: Bob Claver
- Scritto da: Steve Kunes

#### Trama
Reggie si innamora di Brandine, una bellissima ragazza, che però è già impegnata con Tyrone. Inoltre nel guardarla negli occhi non riesce a pronunciare alcuna parola e la ragazza finisce per ridere di lui. Jamie, sapendo che metà della classe non ha il telefono, decide di farsi pagare per offrirgli un servizio di segreteria telefonica, ovviamente sarà Vicki a registrare tutti i messaggi. Sentendo il messaggio di Tyrone che non potrà andare ad un appuntamento con Brandine, decidono di combinare un incontro con Reggie, che comunque non riuscirà ad aprire bocca, nemmeno coi suggerimenti di Vicki che ha letto il libro romantico "Cyrano de Bergerac" che Harriet le aveva dato per farlo leggere a Jamie. Alla fine Vicki dirà a Brandine ciò che il timido ragazzo non riesce a dire in sua presenza e la ragazza si rivelerà molto lusingata da quei complimenti e finirà per preferire Reggie a Tyrone.

### Una storia d'amore
- Titolo originale: Love at First Byte
- Diretto da: Bob Claver
- Scritto da: Jeremy Bertrand Finch e Paul Chitlik

#### Trama
Ted installa LES sul suo computer, un'intelligenza artificiale in grado di provare emozioni umane, con l'intento di installarle anche in Vicki in futuro. Il computer però si innamora di Vicki ed installa in lei parte del software emozionale, diventeranno gelosi l'uno dell'altra e progetteranno di scappare guidando l'auto di Ted, ma sull'ultimo riusciranno a far dire a Vicki di essere fidanzata anche con un altro computer e LES, gelosissimo, si autodistruggerà facendo tornare Vicki alla normalità.
- Nota: L'episodio viene trasmesso durante la quarta stagione in Italia e negli Stati Uniti, seppur sia stato prodotto durante la terza, quindi Vicki mostra una voce più matura nel doppiaggio italiano, tipica della quarta stagione.

### Scioperi a catena
- Titolo originale: The Strike
- Diretto da: Leslie H. Martinson
- Scritto da: Bobby Herbeck

#### Trama
Alla compagnia di Ted scoppia lo sciopero, anche Jamie intende scioperare in classe coi compagni per richiedere meno compiti. Joan acconsente allo sciopero per motivi formativi, ma non acconsente a favorire le loro richieste. A casa poi Jamie e Vicki scioperano anche con Ted per una paghetta più alta e mentre Ted decide di trattare chiede a Joan di mettere su la cena, a quel punto anche Joan decide di scioperare.
- Nota: L'episodio viene trasmesso durante la quarta stagione in Italia e negli Stati Uniti, seppur sia stato prodotto durante la terza, quindi Vicki mostra una voce più matura nel doppiaggio italiano, tipica della quarta stagione.

### Il gruppo rock
- Titolo originale: The Rock Band
- Diretto da: Bob Claver
- Scritto da: Lisa Stotsky e Wendy Graf

#### Trama
Jamie e Reggie vorrebbero formare una band, ma non sanno suonare la tastiera. Vicki impara velocemente, ma per farli conoscere ad un produttore (che conosce sua zia Ida Mae) Harriet pretende di essere ammessa nella band. A cena Ida Mae scivola sulla cera e perde la memoria. Per un po', credendo di essere cinese come il dottore che l'ha visitata e vedendo il fratello Brandon come un maniaco, decide di vivere in casa dei Lawson. Cadendo di nuovo riacquista la memoria ed il produttore viene a vedere i ragazzi. Lo spettacolo gli piace, ma afferma che sia necessaria la maggiore età per fare successo. I ragazzi restano un po' delusi.

### Arrivano i russi...
- Titolo originale: The Russians are Coming, the Russians are Coming
- Diretto da: Leslie H. Martinson
- Scritto da: Lawrence H. Levy

#### Trama
Per una gara tra scuole medie americane e russe, il professor Boris si presenta con un ragazzo molto sofisticato di nome Vladimir. Il ragazzo è intelligentissimo, ma Jamie scopre presto trattarsi di un robot, Ted allora decide di far partecipare Vicki contro di lui, per sconfiggere il presuntuoso professore russo. Durante la gara Vicki e Vladimir sono allo stesso livello, durante una pausa Ted decide di manomettere la programmazione di Vladimir, che durante la gara afferma di voler essere americano e di preferire l'America alla Russia, mettendosi anche a cantare l'inno nazionale americano. Boris infuriato tenta di riprogrammarlo e viene messo con le spalle al muro da Ted. Decide quindi di ritirarsi per evitare la prigione.

### La moglie del vicino
- Titolo originale: The Neighbor's Wife
- Diretto da:
- Scritto da:

#### Trama
Brandon vuole farsi assumere da una ditta giapponese concorrente e trasferirsi a Tokyo, per questo dovrà con la sua famiglia fare una buona impressione ad un dirigente. Purtroppo ha litigato con Bonnie, quindi chiede a Joan di fingersi sua moglie e di chiedere a Vicki di fingersi Harriet. Pur di farli partire per il Giappone acconsente, ma dimentica di spiegare il piano a Ted, Harriet entra in casa dei Lawson e riporta le urla della madre al padre davanti al dirigente, anche Ted, ignaro del piano torna a casa e bacia Joan, adesso il dirigente è davvero confuso. Viene rassicurato da Brandon e Joan ma solo per venire a sapere che il presidente ha deciso di affidare il posto vacante a suo figlio invece che a Brandon.
- Nota: L'episodio viene trasmesso durante la quarta stagione in Italia e negli Stati Uniti, seppur sia stato prodotto durante la terza, quindi Vicki mostra una voce più matura nel doppiaggio italiano, tipica della quarta stagione.